# Walter Benítez (labdarúgó, 1972)
Walter Manuel Benítez Rosales (Jiguaní, 1972. június 4. –) kubai labdarúgóedző.

## Pályafutása

### Edzőként
2012 és 2015 között a kubai válogatott szövetségi kapitánya volt. A 2012-es karibi kupán aranyérmet szerzett a csapattal.

## Sikerei, díjai
Kuba
- Karibi kupa
  - győztes: 2012(wd)